# Албанські хлопці
Албанські хлопці (англ. Albanian Boys), також відомі як Албанські поганці (англ. Albanian Bad Boys), Albanian Boys Inc., — злочинне угрупування, що діяло в центрі Бронкса, у штаті Нью-Йорк, і складалося з албанців. Банда була заснована в Бронксі у 1991 році.